# Larry McNeill
Larry B. McNeill (Hoke County, 31 gennaio 1951 – 29 dicembre 2004) è stato un cestista statunitense, professionista nella NBA.

## Carriera
Venne selezionato dai Kansas City Kings al secondo giro del Draft NBA 1973 (25ª scelta assoluta).

## Palmarès
- Campione CBA (1979)
- CBA Playoff MVP (1979)
- All-CBA First Team (1979)